# Thais Russomano

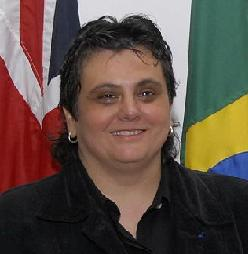
Thais Russomano 2008

Thais Russomano (* 25. September 1963 in Porto Alegre, Rio Grande do Sul) ist eine brasilianische Flug- und Raumfahrtmedizinerin.
Sie studierte ab 1985 Medizin an der Bundesuniversität von Pelotas und machte anschließend an der Wright State University  ihren Master in Flugmedizin  um schließlich 1998 am King’s College London in Raumfahrtmedizin zu promovieren.
Sie lehrt an der Päpstlichen Katholischen Universität von Rio Grande do Sul und am Centre of Human & Aerospace Physiological Sciences des King’s College London und ist Gastwissenschaftlerin am  Deutschen Zentrum für Luft- und Raumfahrt.
1999 gründete sie das erste Lateinamerikanische Microgravity Centre an der Päpstlichen Katholischen Universität von Rio Grande do Sul.
Zusätzlich zu ihrer beruflichen Arbeit ist Russomano als Berater für Mars One tätig.